# اوگیرنگچه
اوگیرنگچه (به لهستانی:  Ogiernicze) یک روستا در لهستان است که در گمینا بیاوا (استان اوپوله) واقع شده‌است.